# Graba
Graba ist ein Stadtteil von Saalfeld im Landkreis Saalfeld-Rudolstadt in Thüringen. Es liegt nah am Stadtzentrum in nördlicher Richtung und ist für die mittelalterliche Regionalgeschichte von Bedeutung.

## Geografie
Der Stadtteil Graba liegt nördlich der Stadtmitte und ist mit Saalfeld zusammengewachsen. Der Kern des ehemaligen Straßendorfs liegt entlang der Grabaer Straße, die von Saalfeld durch den Ort weiter nach Remschütz führt. Früher war diese Handelsstraße die Verbindung nach Rudolstadt und weiter nach Erfurt. Graba liegt – wie die Saalfelder Altstadt – auf dem hochwassergeschützten linken Steilufer des Saaletals, in das sich das Tal des Siechenbaches südlich der Dorfkirche tief eingegraben hat. An der Mündung des Baches bilden sich rechts und links geschützte Bergsporne, auf denen südlich das Peterskloster (heutiger Standort des Saalfelder Schlosses) und nördlich die Grabaer Dorfkirche, einst Sitz einer Urpfarrei befinden. Damit war die Gegend gemeinsam mit dem südlich angelegten Alter Markt und dem östlich der Saale gelegenen Dorf Altsaalfeld bereits im frühen Mittelalter ein zentraler Siedlungsort in den neu erschlossenen Gebieten Südostthüringens. Die hochmittelalterliche Stadtanlage des heutigen Saalfelds weiter südlich entstand erst einige Zeit später.

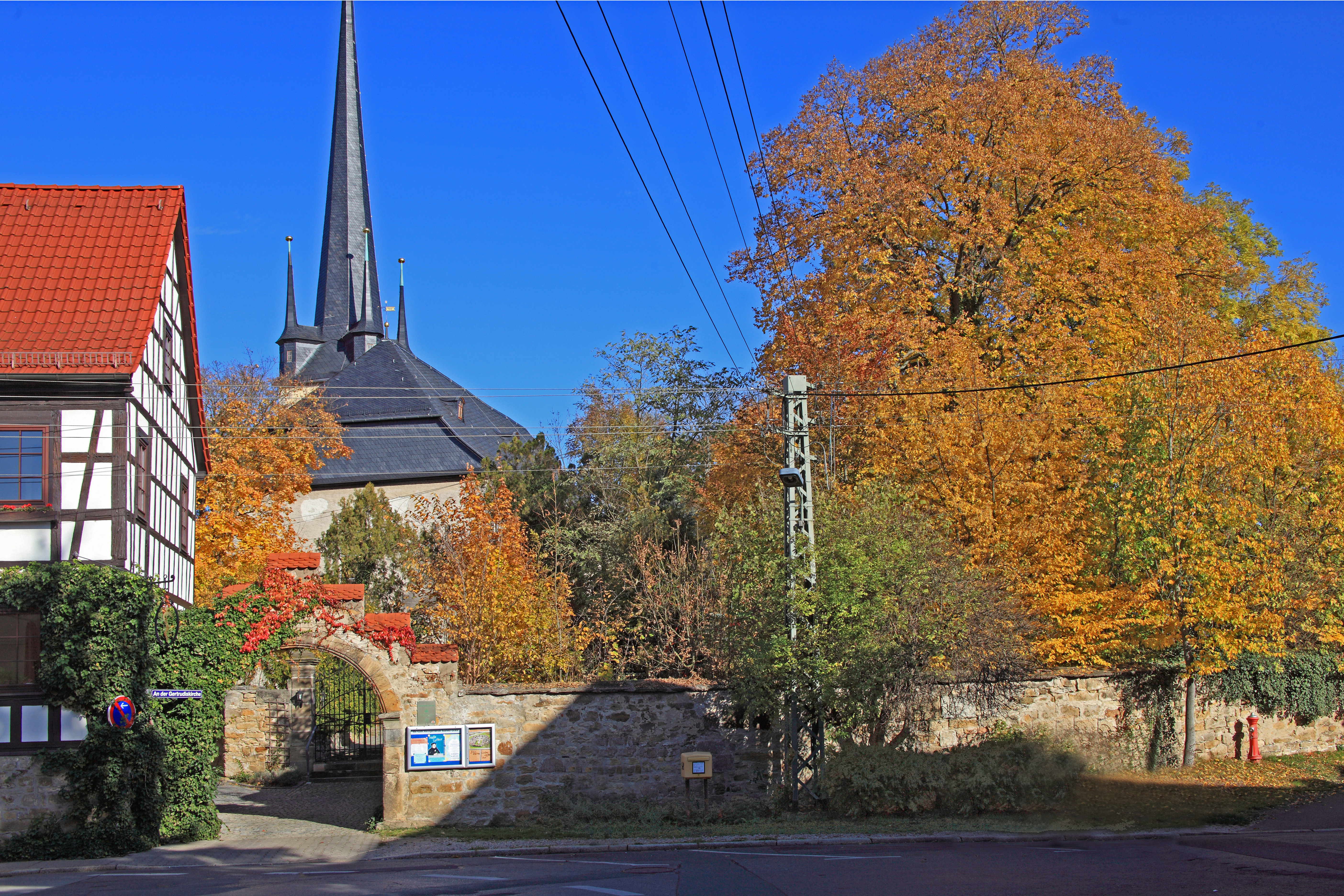
Graba – An der Gertrudiskirche

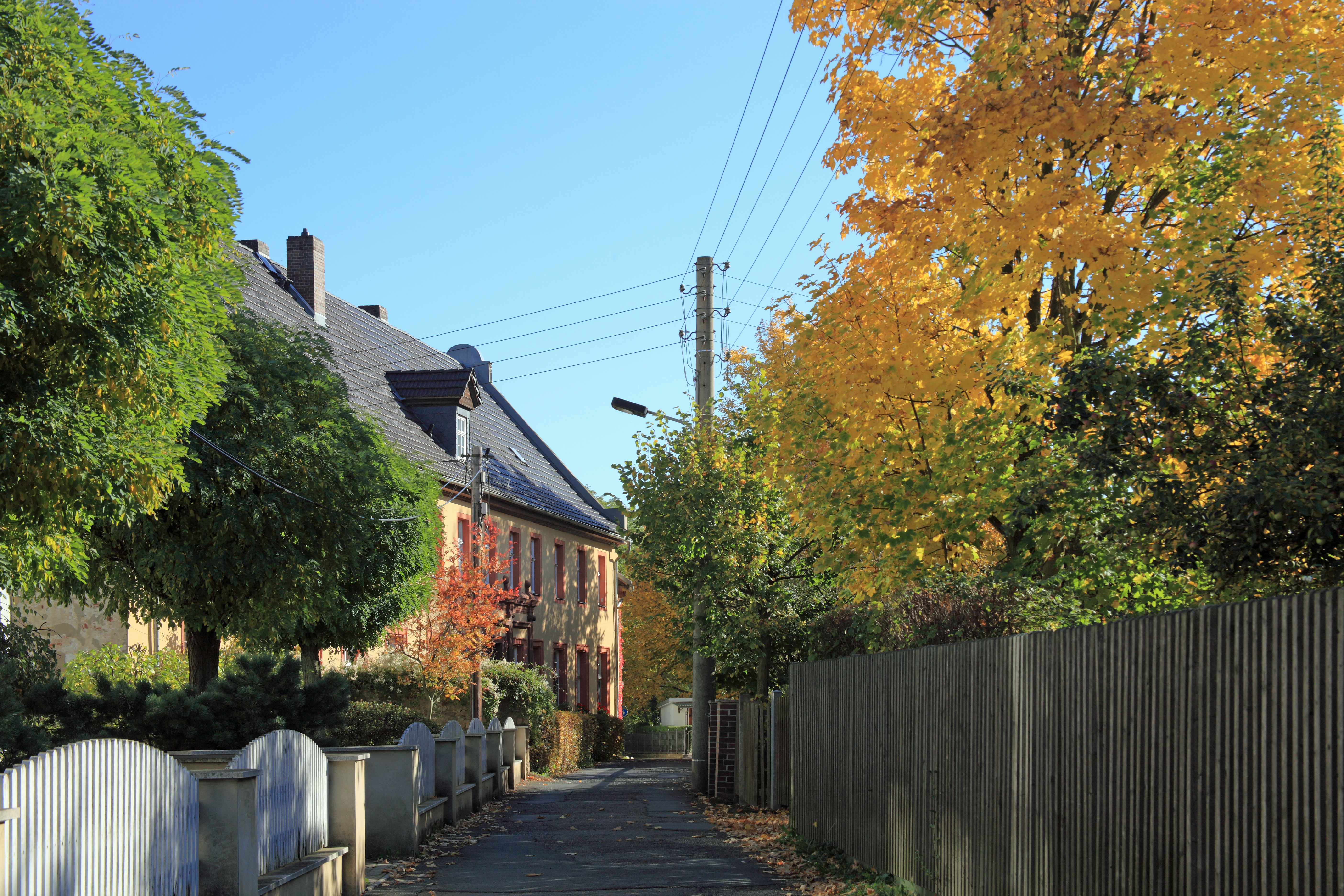
Graba – Am Vorwerk

## Geschichte
Im 10. Jahrhundert war Saalfeld Reichsgut. Der Königshof wird auf dem südlichen Bergsporn am Siechenbach bei Graba vermutet; dort, wo später das Kloster und danach das Saalfelder Schloss entstanden.
Die urkundlich nachgewiesene Ersterwähnung von Graba war im Dezember 1074. Saalfeld wurde hingegen am 11. März 899 erstmals urkundlich genannt und gehört damit zu den ältesten Orten Ostthüringens. Diese Nennung steht im engen Zusammenhang mit dem Ort Graba, denn hier bestand eine karolingische Königspfalz, deren Kapelle die Kirche des Ortsteils Graba war. Anstelle der Kapelle steht heute die Gertrudiskirche Graba, aber als Urpfarrei bestand Graba bereits lange vor der Stadtgründung und auch in der Zeit, als 1071 das Benediktinerkloster gegründet wurde. Der Gertrudiskult ist fränkischen Ursprungs und wurde mit dem fränkischen Königshof wohl mit eingeführt. Jahrhunderte entwickelte sich das Dorf neben Saalfeld eigenständig und unabhängig von der Stadt.
1922 wurde Graba nach Saalfeld eingemeindet.

## Sehenswürdigkeiten
- Gertrudiskirche

## Persönlichkeiten
- Caspar Tryller (1542–1625), Beamter und Gründer mehrerer Stiftungen
- Michael Tryller (1551–1610), kursächsischer Beamter
- Gottlob Nathanael Fischer (1748–1800), Pädagoge und Schriftsteller